# 叶良辰
叶良辰（1996年11月24日—），本名吴博伟，陕西西安人，中国内地男歌手及演员。2015年9月因其“嚣张”言论而突然爆红；同年10月，签约经纪公司并正式出道。

## 简介
2015年9月，有人在百度贴吧李毅吧转载原在地下城与勇士吧的帖子，帖子为QQ上的对话，对话内容为在北京某高校女生宿舍，因为打扫卫生问题，一名名为“李汶济”的女生请来一位名叫“叶良辰”的人，并与该宿舍的宿舍长“张静静”在QQ上对话。叶良辰称他是本地人，并有一百种方式让宿舍长“呆不下去”，并要求宿舍长好好对待女生。该对话后被网友转载到微博，并在网络上走红。

## 后续
对于“叶良辰”的言论，万达集团董事王思聪在新浪微博公开表示：“你是叶良辰又如何？我赵日天不服！”
而在“叶良辰语录”走红之后，新浪微博出现了ID为“叶i良l辰y”的实名认证账户，据信为叶良辰本人。据该微博用户称，他的发言被人篡改，他对自己隐私权被侵犯感到不满。目前“叶良辰”已签约一家经纪公司。对于其突然爆红网络，中国传媒大学媒介评议与舆论引导研究中心主任唐远清则认为，此事有病毒式营销的嫌疑，背后或有网络水军或不良网络营销公司在推动此事。